# Арнамагнеанська колекція рукописів

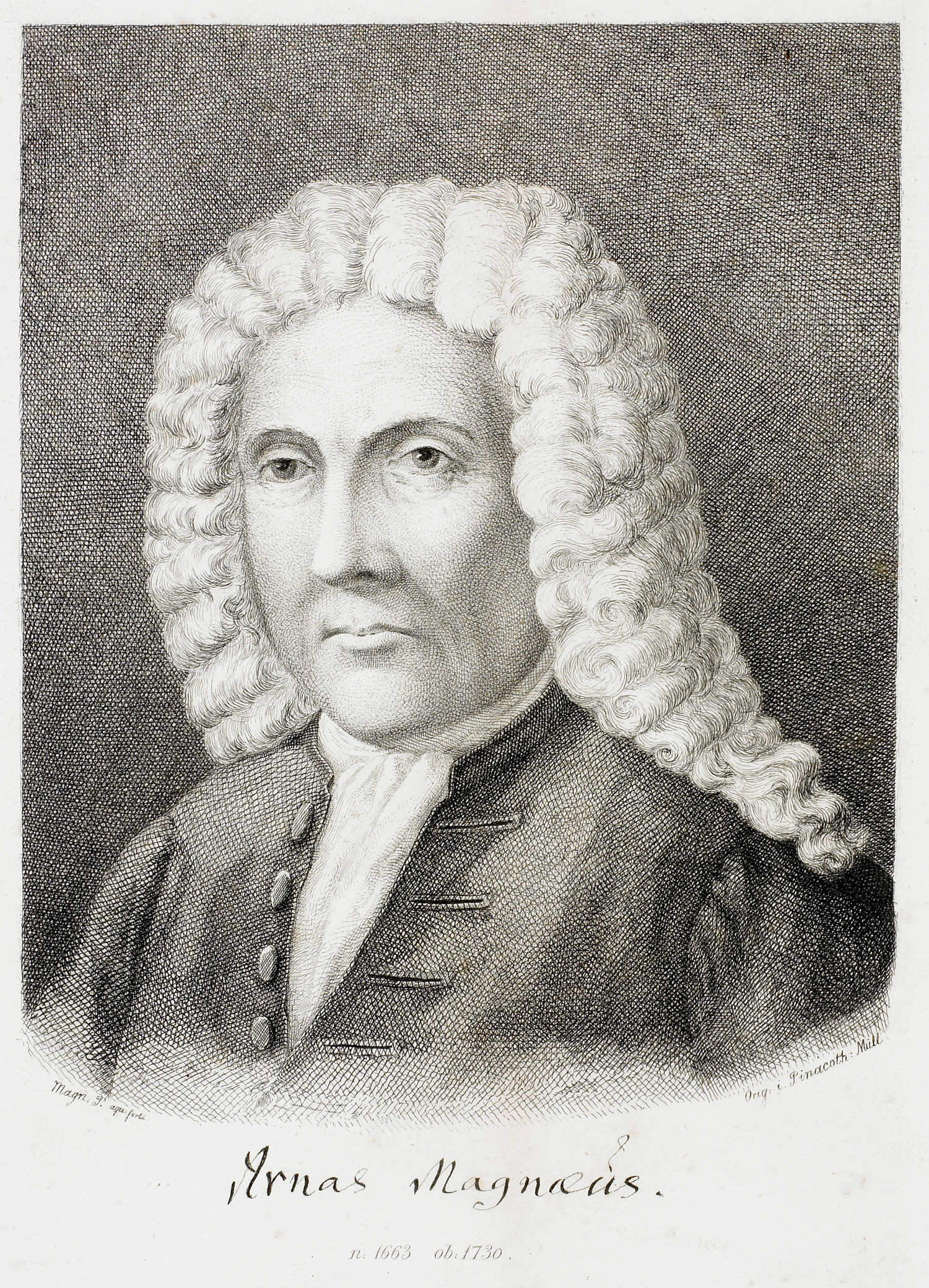
Арні Магнуссон

Арнамагнеанська колекція — колекція рукописів, заснована Арні Магнуссоном. Колекція складається з близько 3000 рукописів, більшість з яких (близько 2000) є ісландськими, інші переважно данськими (близько 250), норвезькими (близько 250) і шведськими (близько 30), а також близько сотні походженням з континентальної Європи. Близько 500 рукописів належать до Середньовіччя (найдавніший датується XII століттям), більшість з них на пергаменті. Інші належать до пізнішого періоду і майже всі на папері. До 1965 року вся колекція зберігалась в Копенгагенському університеті, після чого Данія поступово передала близько половини манускриптів до Ісландії.

## Історія

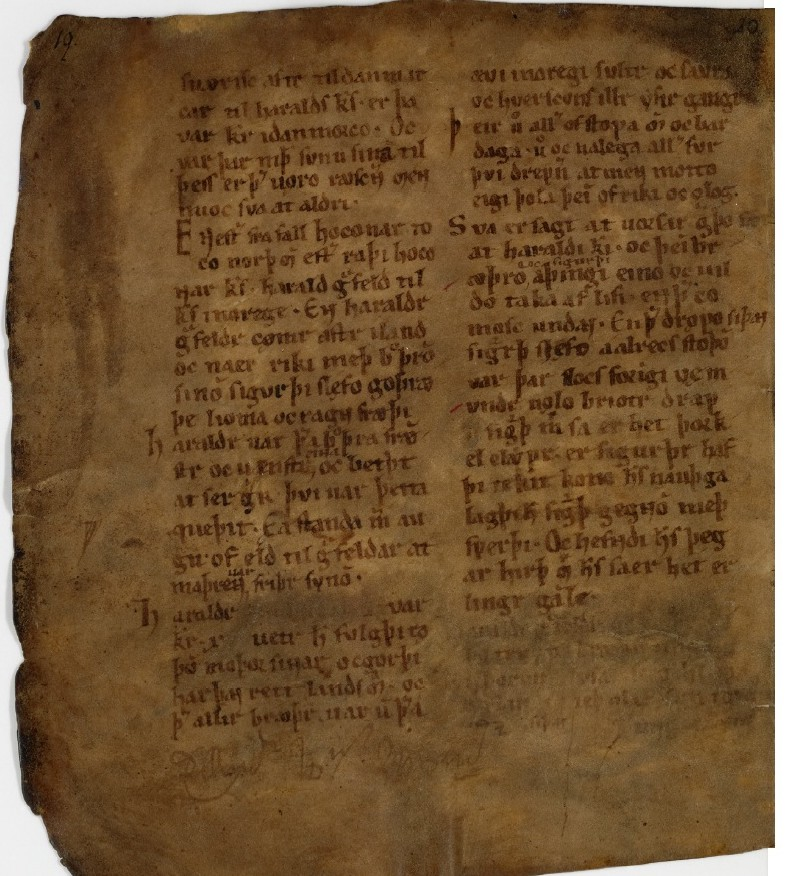
Короткий зміст історій норвезьких королів, XII століття

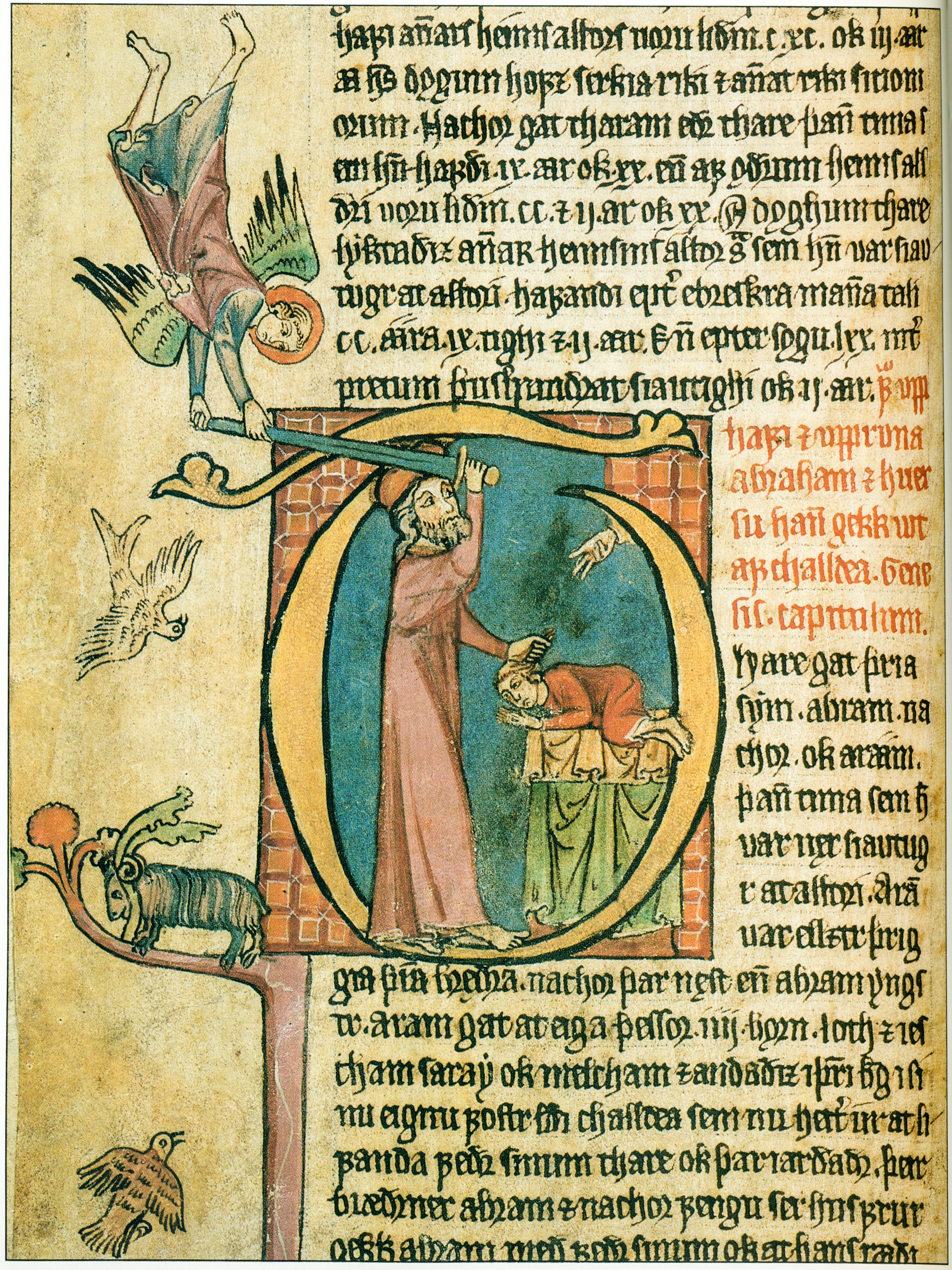
Жертвоприношення Авраама з рукопису XIV століття з Арнамагнеанської колекції в Арнамагнеанському інституті

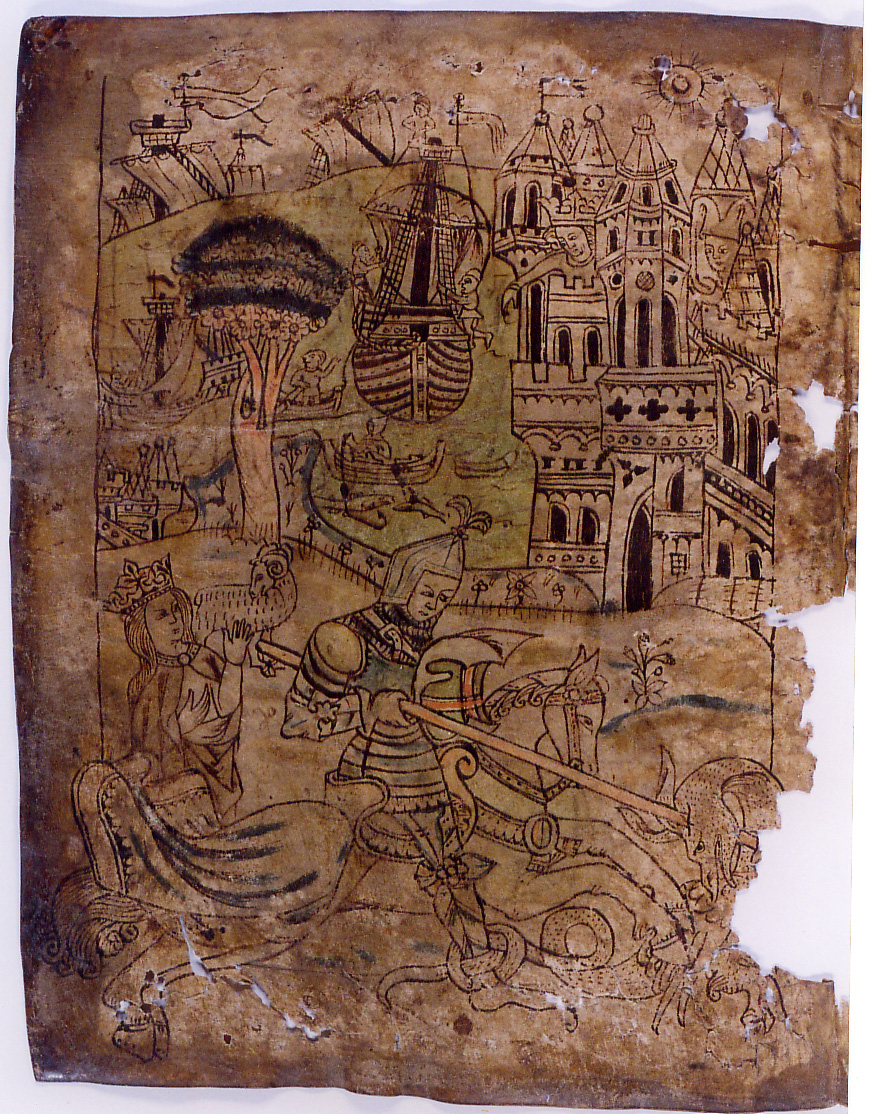
Фрагмент ісландського рукопису XV століття в Інституту Арні Магнуссона в Ісландії

Незадовго до смерті в 1730 році Арні Магнуссон заповів свою колекцію рукописів і друкованих книг, а також свій статок Копенгагенському університету, де він був професором данських старожитностей, а акт заснування Арнамагнеанського фонду в 1760 році передбачає, що колекції та статки назавжди повинні служити просвіті, покращувати та сприяти друкуванню всього, що стосується історії, мови та минулих спогадів північних країн.
Після смерті Арні Магнуссона колекція була розширена меншими додатковими колекціями. Головними з них є колекції, що належали відповідно данькому лінгвісту Расмусу Раску та головному судді Ісландії Магнусу Стівенсену. Серед додаткових колекцій є також велика колекція рукописів, які були куплені та отримані в подарунок.
З 1772 року колекцією керує Арнамагнеанська комісія під наглядом Копенгагенського університету. У 1956 році при Копенгагенському університеті було засновано Арнамагнеанський інститут з метою виконання положень фундації.
Арнамагнеанська колекція рукописів, була центром видавничої справи вже понад 200 років. Арнамагнеанська комісія опублікувала основні видання ісландських середньовічних текстів (еддичні поеми, поеми скальдів та ісландські саги). У 1960 році це видавництво розділене між Копенгагеном і Рейк'явіком.
Ще до відокремлення від Данії в 1944 році Ісландія почала подавати петицію про повернення ісландських рукописів в данських сховищах, і врешті-решт згідно із законом від 26 травня 1965 року після публічного обговорення та розгляду у Верховному суді Данії було погоджено, що приблизно половина експонатів Арнамагнеанської колекції (1666 експонатів, на додаток до всіх ісландських грамот й апографів), передати до новоствореного інституту рукопису в Ісландії разом із меншою кількістю рукописів (141) з Королівської бібліотеки. Перші два рукописи були передані одразу після ратифікація договору в 1971 році та два останніх у червні 1997 року, весь процес передачі таким чином тривав 26 років. Рукописи, передані до Ісландії, зберегли свої оригінальні позначки на полицях, а дві установи, які спільно діють як зберігачі колекції, Арнамагнеанський інститут у Копенгагені, заснований в 1956 році, та Інститут ісландських студій Арні Маґнуссона при Університету Ісландії в Рейк'явіку, заснований в 1962 році, тісно співпрацюють, щоб забезпечити довгострокове збереження манускриптів у колекції та доступ до них.
У липні 2009 року Арнамагнеанська колекція рукописів була включена до реєстру ЮНЕСКО «Пам'ять світу».

## Грамоти і статути
Окрім збірки рукописів, є також колекція грамот, як оригіналів, так і апографів (копії з перших рук).
Колекція містить 776 грамот і 2895 апографів з Норвегії, Фарерських островів, Шетландських і Оркнейських островів і 1571 грамоту і 1372 апографів з Данії.
Данську колекцію поповнили 457 грамот з маєтку Равнхольт на Фюні, найперші з яких датуються початком XV століття.

## Колекція фотографій
Усі рукописи, передані до Ісландії, були законсервовані та сфотографовані, включно з рукописами, які надійшли з Королівської бібліотеки в Копенгагені. На додаток до цих фотографій ця колекція містить фотографії ісландських рукописів в інших колекціях, таких як Королівська бібліотека в Стокгольмі, Бібліотека Упсальського університету, Британська бібліотека та Національна бібліотека Ісландії. Колекція фотографій є частиною бібліотеки інституту.